# Inga Lindström: Wilde Zeiten
Wilde Zeiten ist ein deutscher Fernsehfilm von Sophie Allet-Coche aus dem Jahr 2021. Er ist Bestandteil des ZDF-Herzkino-Sonntagsfilms und der 90. Film der Inga-Lindström-Reihe nach der gleichnamigen Erzählung von Christiane Sadlo. Die Hauptrollen sind mit Leonie Rainer, Tobias van Dieken, Fanny Stavjanik und Peter Kremer besetzt.

## Handlung
Als Clara aus Boston nach Hause zurückkehrt, begegnet sie auf der Fähre zufällig Erik. Sie stoßen gemeinsam auf den bestandenen Master von Clara an. Da sie beide nach Nyköping gehen, lädt sie ihn spontan zum Herbstkonzert der Musikschule ihres Vaters Gunnar ein. Weil er keine Zeit hat, holt Lasse, ein Jugendfreund, sie an der Fähre ab. Bibi, eine gute Freundin ihrer bereits verstorbenen Mutter, bietet Erik ein Zimmer in ihrer Pension an. Beim Konzert muss Clara erfahren, dass die Schule nach den Herbstferien nicht mehr öffnen wird, weil ihr Vater die Kündigung erhalten hat. Zu Hause erfährt Clara von Gunnar, weshalb ihm gekündigt wurde: er hat die Miete nicht mehr zahlen können. Am Abend trifft Clara zufällig wieder auf Erik, sie versprechen sich, in Kontakt zu bleiben.
Am nächsten Morgen geht Clara zu Lasse, um ihn nach Rat zu fragen. Dabei lernt sie auch seine Freundin Rieke kennen. Sie gehen gemeinsam in die Musikschule, um sich einen Überblick zu verschaffen. Die Schulden bei der Bank sind höher, als sie erwartet hatten. Sie finden auch den Mietvertrag und erfahren dabei, dass der Vermieter Ruben Ladores, ein bekannter Musiker, ist. Zudem hat es einen alten Zeitungsausschnitt über ihn und ihre Mutter Kirsten dabei. Sie versucht mit dem Management von Ruben Ladores Kontakt aufzunehmen, wird aber abgewimmelt. Da sie mehr über ihn erfahren will sucht sie nach einer Schallplatte und hört sie sich an. Dabei fallen zwei Fotos aus der Plattenhülle, die Ruben und ihre Mutter in sehr vertrauter Pose zeigen. Sie geht zu Bibi und will mehr darüber erfahren. Bibi will zunächst nichts erzählen, gesteht ihr dann aber, dass Kirsten und Ruben ein Sommer lang ein Paar waren.
Clara entschließt sich, nach Stockholm zu gehen, um mit Ruben oder zumindest seinem Manager zu sprechen. Lasse bringt sie mit dem Wagen hin. Clara ist ziemlich erstaunt, dass sie Erik dort antrifft. Er ist der Assistent von Frieder, dem Manager von Ruben. Der lässt sie ziemlich schnöde abblitzen, Erik verrät ihr aber, wo sie Ruben antreffen könnte. Frieder will von Erik wissen, weshalb der Verkauf des Hauses geplatzt ist, Erik hat dem Käufer falsche Bilder gezeigt, die ein Haus zeigen, das renoviert werden muss. Frieder glaubt ihm das, weil er das Gebäude gar nicht kennt.
Der Tipp von Erik war richtig, Ruben ist im Restaurant im alten Wasserwerk. Clara spricht ihn an und erzählt ihm worum es geht. Als er sagt, dass sein Manager für die Verträge zuständig ist, zeigt sie ihm das Foto von ihm und Kirsten und erwähnt, dass sie ihre Tochter ist. Sie bittet ihn, nach Nyköping zu kommen, aber er will nicht. Als er dann erfährt, dass Kirsten von drei Jahren gestorben ist, ist er konsterniert. Er fragt Clara, ob er das Bild behalten darf. Als sie gerade wieder abfahren wollen, kommt Ruben angerannt und will nun doch mit. Clara will Ruben in der Pension von Bibi unterbringen, sie reagiert aber ganz komisch und behauptet zunächst, kein Zimmer freizuhaben. Lasse bekommt Streit mit Rieke, weil er keine Zeit mehr für sie hat seit Clara wieder da ist, dabei bräuchte sie jede Hilfe, weil ihr neues Restaurant am nächsten Tag eröffnet wird.
Auch Claras Vater reagiert eigenartig, als er erfährt, dass Ruben im Ort ist. Sie bekommt kurzfristig einen Termin bei der Bank für einen neuen Kredit. Trotz ihrer innovativen Ideen bekommt sie eine Absage von Frau Skarsgård, sie will von ihr nur einen Abzahlungsplan für die Schulden. Wieder zu Hause bekommt Clara Streit mit ihrem Vater, der sie in ihren Plänen nicht unterstützen will. Sie schnappt sich die Geige ihrer Mutter und spielt darauf. Da merkt Gunnar, wie wichtig Clara ihre Pläne sind. Er entschuldigt sich und sichert ihr seine Hilfe zu. Bibi gibt sich bei Ruben zu erkennen und macht ihm Vorwürfe, dass er Kirsten im Stich gelassen hat. Für ihn war es aber umgekehrt.
Erik taucht auch wieder am Ort auf und sucht Clara. Bibi und Gunnar informieren ihn, dass sie mit Ruben in der Schule ist. Erik ist erstaunt, dass Ruben hier ist, sieht aber eine Chance, seinen Fehler bei Clara wiedergutzumachen. Clara geht mit Ruben zu ihrem Vater, die beiden streiten sich auch darüber, dass Ruben Kirsten im Stich gelassen hat. Erik geht zu Lasse und bittet ihn, mit Clara zu sprechen, da sie ihm nicht zuhört. Er wollte ihr nur sagen, dass er einen Plan hat, wie er das Haus für sie retten kann. Gunnar zeigt Clara Briefe ihrer Mutter, dabei erfährt sie, dass nicht er, sondern Ruben ihr Vater ist. Erik trifft endlich auf Clara, aber sie will noch immer nichts von seinen Ideen wissen.
Gunnar geht zu Bibi und erzählt ihr, dass er Clara die Wahrheit gesagt hat, Ruben kommt zufällig dazu und ist erstaunt darüber, als er erfährt, dass Clara seine Tochter ist. Er behauptet, nie Briefe an Kirsten geschrieben zu haben. Gunnar zeigt Ruben die Briefe, er ist ziemlich erstaunt und ist sich sicher, dass Frieder die Briefe geschrieben hat. Er ruft Frieder an und befiehlt ihm, sofort nach Nyköping zu kommen. Clara erfährt von Gunnar die Wahrheit über die Briefe. Erik hat eingefädelt, dass an der Eröffnung von Riekes Restaurant, bei der der Vorstand von der Bank anwesend ist, Ruben mit Clara spielen wird, damit die Banker verstehen, worum es Clara geht. Als Frieder auftaucht, konfrontiert Ruben ihn mit den Anschuldigungen, welche er freimütig zugibt. Daraufhin macht er ihm klar, dass er sein Management wechseln wird.
Gunnar gesteht Bibi, dass er schon lange in sie verliebt ist und nun mit ihr zusammen sein möchte. Das Stück von Clara und Ruben an der Eröffnung wird ein voller Erfolg. Frau Skarsgård ist ein großer Fan von Ruben. Als sie erfährt, dass er der Vater von Clara ist, sichert sie ihr zu, einen neuen Kredit zu bekommen. Clara entschuldigt sich bei Erik und findet, dass das Schicksal es gut mit ihnen gemeint hat. Dann küssen sie sich.

## Hintergrund
Wilde Zeiten wurde vom 15. September bis zum 9. Oktober 2020 an Schauplätzen in Schweden gedreht. Produziert wurde der Film von der Bavaria Fiction GmbH.

## Rezeption

### Einschaltquote
Die Erstausstrahlung am 29. August 2021 im ZDF wurde von 4,01 Millionen Zuschauern gesehen, was einem Marktanteil von 12,8 % entspricht.

### Kritiken
Die Kritiker der Fernsehzeitschrift TV Spielfilm zeigten mit dem Daumen zur Seite und fassten den Film mit den Worten „Gefühlsdusche mit vorhersehbarem Ausgang“ kurz zusammen.
Tilmann P. Gangloff von Tittelbach.tv meinte dazu „Die spannendste Frage der neunzigsten „Inga Lindström“-Episode gilt nicht dem mutmaßlichen Liebespaar, sondern einer Besetzung: Wer spielt wohl den gealterten Rockstar, der einst in der Vergangenheit der Mutter von Heldin Clara eine maßgebliche Rolle gespielt hat?“ und „Die Handlung selbst ist nicht weiter aufregend, weil sich Autorin Annette Lober in ihrem ersten verfilmten Drehbuch freigiebig beim „Herzkino“-Baukasten bedient.“